# 196 pr. n. št.

## Dogodki
- - izdelajo kamen iz Rosette v treh različnih pisavah, grškem alfabetu, hieroglifih in demotski pisavi.